# Noua Franță
Noua Franță au fost teritoriile americane stăpânite de Franța de la descoperirile lui Jacques Cartier din secolul al XVI-lea până la Pacea de la Paris (1763).